# Atlantic (Iowa)
Atlantic is een plaats (city) in de Amerikaanse staat Iowa, en valt bestuurlijk gezien onder Cass County.

## Demografie
Bij de volkstelling in 2000 werd het aantal inwoners vastgesteld op 7257.
In 2006 is het aantal inwoners door het United States Census Bureau geschat op 6896, een daling van 361 (-5,0%).

## Geografie
Volgens het United States Census Bureau beslaat de plaats een oppervlakte van
21,2 km², waarvan 21,1 km² land en 0,1 km² water. Atlantic ligt op ongeveer 369 m boven zeeniveau.

## Plaatsen in de nabije omgeving
De onderstaande figuur toont nabijgelegen plaatsen in een straal van 20 km rond Atlantic.